# Cruz Alta (Brasil)
Cruz Alta es un municipio y una ciudad brasileños en el centro-este del estado de Río Grande del Sur. Está ubicada a una altitud de 452 metros sobre el nivel del mar. Su población estimada para el año 2004 era de 68.541 habitantes.

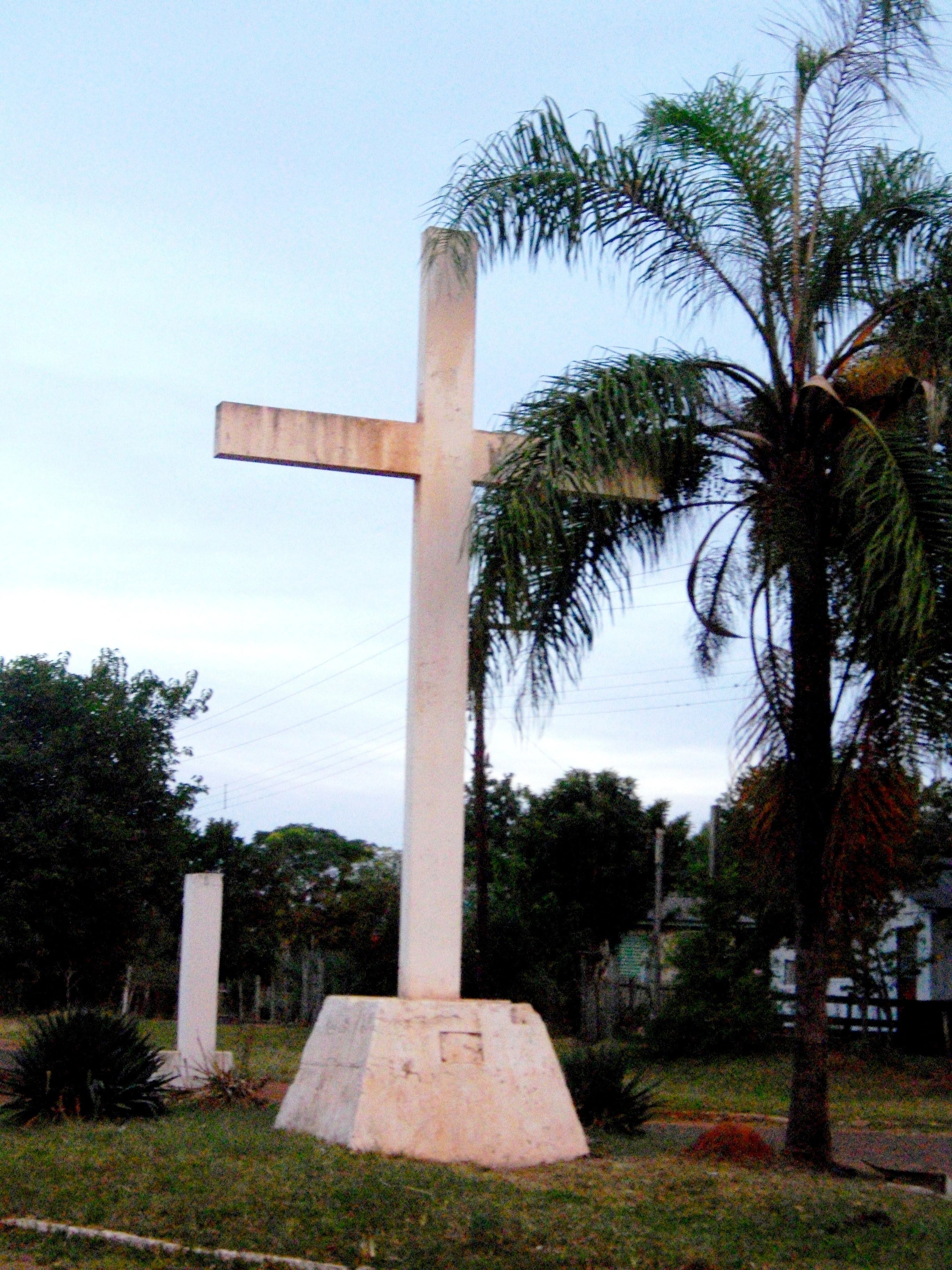
Marco para conmemorar la fundación de la ciudad.

- Datos: Q985966
- Multimedia: Cruz Alta (Rio Grande do Sul) / Q985966